# Кубок Литви з футболу 2014—2015
Кубок Литви з футболу 2014–2015 — 26-й розіграш кубкового футбольного турніру в Литві. Титул вдев'яте здобув «Жальгіріс» (Вільнюс).

## Другий раунд
| Команда 1                       | Рахунок | Команда 2              |
| ------------------------------- | ------- | ---------------------- |
| 8 серпня 2014                   |         |                        |
| Джюгас (Тельшяй) (3)            | 2:0     | Паланга (2)            |
| 29 серпня 2014                  |         |                        |
| Еуростандартас (Маріямполе) (4) | 1:2     | Хегельман Літауен (4)  |
| ТАІП (4)                        | 4:1     | Вільтіс (4)            |
| Мостішкес (5)                   | 2:0     | Купсц (4)              |
| 3 вересня 2014                  |         |                        |
| Утеніс (2)                      | 4:0     | Балтія (Паневежюс) (2) |
| 9 вересня 2014                  |         |                        |
| Гаріунай (Вільнюс) (3)          | 1:2     | Шилуте (2)             |
| 10 вересня 2014                 |         |                        |
| МРУ (2)                         | 3:2     | Стумбрас (2)           |
| 14 вересня 2014                 |         |                        |
| Прелегентай (Вільнюс) (4)       | 7:1     | Сакуона-Кларксонас (4) |

## Третій раунд
| Команда 1                 | Рахунок | Команда 2                     |
| ------------------------- | ------- | ----------------------------- |
| 23 вересня 2014           |         |                               |
| Шилас (2)                 | 3:2 дч  | Тракай                        |
| Утеніс (2)                | 1:3     | Спіріс (2)                    |
| Невежис (2)               | 0:2     | Гранітас                      |
| Мостішкес (5)             | 1:0     | Лієтава (2)                   |
| ТАІП (4)                  | 2:0     | Локомотівас (Радвілішкіс) (2) |
| Хегельман Літауен (4)     | 2:1 дч  | Таурас (2)                    |
| Прелегентай (Вільнюс) (4) | 1:0     | Джюгас (Тельшяй) (3)          |
| 24 вересня 2014           |         |                               |
| Шилуте (2)                | 0:1     | МРУ (2)                       |

## Четвертий раунд
| Команда 1                 | Рахунок         | Команда 2 |
| ------------------------- | --------------- | --------- |
| 30 вересня 2014           |                 |           |
| МРУ (2)                   | 0:2             | Судува    |
| Хегельман Літауен (4)     | 0:3             | Дайнава   |
| 1 жовтня 2014             |                 |           |
| Прелегентай (Вільнюс) (4) | 1:0             | Банга     |
| Жальгіріс (Вільнюс)       | 3:0             | Екранас   |
| Спіріс (2)                | 0:0 дч пен. 7:6 | Шяуляй    |
| Гранітас                  | 2:0             | Круоя     |
| ТАІП (4)                  | 1:3 дч          | Атлантас  |
| 3 жовтня 2014             |                 |           |
| Мостішкес (5)             | 0:4             | Шилас (2) |

## Чвертьфінали
| Команда 1                  | Заг. | Команда 2  | 1-й матч | 2-й матч |
| -------------------------- | ---- | ---------- | -------- | -------- |
| 21/29 жовтня 2014          |      |            |          |          |
| Прелегентай (Вільнюс) (4)  | 0:7  | Спіріс (2) | 0:2      | 0:5      |
| 22 жовтня/4 листопада 2014 |      |            |          |          |
| Гранітас                   | 0:7  | Атлантас   | 0:4      | 0:3      |
| 22 жовтня/5 листопада 2014 |      |            |          |          |
| Шилас (2)                  | 3:2  | Дайнава    | 0:2      | 3:0 дч   |
| Жальгіріс (Вільнюс)        | 4:2  | Судува     | 1:0      | 3:2      |

## Півфінали
| Команда 1               | Заг. | Команда 2  | 1-й матч | 2-й матч |
| ----------------------- | ---- | ---------- | -------- | -------- |
| 20 квітня/6 травня 2015 |      |            |          |          |
| Шилас (2)               | 0:7  | Атлантас   | 0:1      | 0:6      |
| 22 квітня/5 травня 2015 |      |            |          |          |
| Жальгіріс (Вільнюс)     | 6:0  | Спіріс (2) | 4:0      | 2:0      |

## Фінал
| 23 травня 2015 13:00 (CET) |

| Жальгіріс (Вільнюс)                | 2:0      | Атлантас |
| ---------------------------------- | -------- | -------- |
| Шемберас 54' (пен.) Пілібайтіс 83' | Протокол |          |

| Савівальдібе, Шяуляй Глядачів: 3 000 Арбітр: Гедінімас Мажейка |